# Mishaa
Mishaa, de son vrai nom, Akotcholo Affoue Micheline N'guessan née le 20 décembre 1998 à Abidjan, est une danseuse et chorégraphe professionnelle ivoirienne. Elle est à l'origine de la marque de vêtements MishaaGlam.

## Biographie

### Enfance et formation
Mishaa est née le 20 décembre 1998 à Abidjan, capitale de la Côte d'Ivoire,. Elle est africaine de par ses diverses origines, issue d'un père bénino-togolais et d’une mère ivoirienne. Elle rejoint la France, la ville de Paris dès son enfance et y grandit. Elle s'intéresse à la danse, sa passion. Elle donne des cours de danse au travers des tutoriels vidéos.

### Carrière
La carrière en danse de Mishaa est décidée dès son jeune âge. À quatre ans, elle impose la danse à ses parents. Son choix s'est très vite porté sur l’afro-dance. Elle s'inscrit à un cours de danse d'une période de deux ans pour professionnaliser son art.
En 2017, elle rejoint le collectif La Fleur à la suite de sa collaboration avec la metteuse en scène Monika Gintersdorfer et l’acteur, danseur et chorégraphe Franck Edmond Gnaza connu sous le nom de Gadoukou la star. En 2018, elle est contactée pour le mariage d’une famille royale en Inde. En octobre 2019, sous la production de La Fleur, pendant trois jours, elle participe à la représentation de Les nouveaux aristochrates, texte inspiré de La Fille aux yeux d’or de Honoré de Balzac. Le 12 août 2020, elle rend un hommage au ‘’Roi du Coupé-décalé’’, Dj Arafat en dansant sur plusieurs de ses tubes pour le 1er anniversaire de son décès.
Elle fait le tournage de clips et concerts de plusieurs musiciens, notamment le rappeur MHD et Serge Beynaud pour son concert à Paris.
Elle est danseuse et directrice chorégraphique pour Yèmi Aladé à l’olympia, le groupe Kassav, Diamond Platnumz, Fally Ipupa à Bercy, Singuila et Niska.
Elle est à l'origine de la marque de vêtements MishaaGlam, « sois le style que tu es »,. Sa marque promeut le made in Côte d'Ivoire.

## Spectacles et résidences
2018: Trop d’inspiration dans le 93 du collectif La Fleur, produit par la Commune d’Aubervilliers
2019: Reines du shopping sur M6 de Cristina Cordula,,,,
2019: Les nouveaux aristochrates 
2022: Collaboration avec Itel, sortie du modèle A58
2022: Collaboration avec Pullman Abidjan

## Prix et récompenses
2019: Lauréate de Reines du shopping
2020: Ambassadrice de Trace Africa
2021: Ambassadrice de Universal Music Awards
2021: nommée dans la catégorie Best African Dancer 2021 à African Talents Awards